# Bahnhof Wutha
Der Bahnhof Wutha ist der Bahnhof der Gemeinde Wutha-Farnroda in Thüringen.

## Geschichte
Erst 1854 wurde für die Gemeinde Wutha an der bereits 1847 eröffneten Thüringer Bahn eine Haltestelle eingerichtet. Zunächst war sie nur mit einem Haus- und Zwischenbahnsteig, sowie einer von der Gemeinde gebauten Wartehalle ausgestattet. 1873 wurde dieses Gebäude durch ein von der Thüringischen Eisenbahn-Gesellschaft errichtetes Empfangsgebäude ersetzt. Im Zusammenhang mit dem Bau der Bahnstrecke Wutha–Ruhla wurde 1879/80 die Haltestelle zum Bahnhof aufgestuft und ein Güterschuppen sowie eine Ladestraße gebaut. Mit der Eröffnung der als Rühler Bimmel bezeichneten Nebenbahn wurde der Bahnhof Wutha ein Keilbahnhof. Mit der Stilllegung des Rühler Bimmel am 24. September 1967 ging die betriebliche Bedeutung des Bahnhofs, von dem auch eine Anschlussbahn ausging, jedoch nur scheinbar zurück, denn der Güterbahnhof Eisenach musste wegen der zunehmenden PKW-Verladung weiter entlastet werden.
Östlich des Bahnhofes Wutha befanden sich zu dieser Zeit bereits die Verladerampen des VEB Petkus Wutha. Dieser Betrieb exportierte überwiegend in das sozialistische Ausland technische Anlagen zur Saatgutreinigung und Getreidesilos. Hierzu wurde ein überdachtes Güterabfertigungsgebäude errichtet. Östlich folgte das in den 1970er Jahren gegründete agrochemische Zentrum ACZ Wutha mit mehreren Futter- und Düngemittel-Lagerhallen. Noch mehr Platz beanspruchte der Lager- und Holz-Verladeplatz des Staatlichen Forstbetriebes Eisenach mit eigener Verladebrücke für Langholz.
Seit 1980 liefen intensive Vorbereitungen für die Plattenbau-Wohngebiete Mölmen am Rande von Wutha-Farnroda sowie Am Stein und Friedrich-Engels-Straße in Seebach. Der Antransport aller industriell vorgefertigten Platten erfolgte ausschließlich über den Gleisanschluss Wutha. Am Rehhof wurde ein zentrales Betonwerk errichtet und mit Zement, Sand und Kies aus dem Raum Bad Salzungen versorgt. Östlich vom Rehhof wurde für die Fernwärmeversorgung von Wutha und Seebach ein Braunkohleheizkraftwerk  errichtet, dieses wurde ebenfalls auf dem Schienenweg versorgt.
Bis zur Einführung von Fahrkartenautomaten im Jahr 1994 wurde das Bahnhofsgebäude Wutha in vollem Umfang genutzt, im Gebäude gab es Büro- und Aufenthaltsräume für das Bahnpersonal, im Erdgeschoss befand sich der Schalterraum, ein Wartesaal sowie eine stark frequentierte Bahnhofsgaststätte.
Am 6. Juni 2004 wurde an der Eisenacher Straße, nahe dem Rathaus eine heimatkundliche Schauanlage eingeweiht. Sie informiert auf drei Schautafeln ausführlich über den Bahnhof Wutha und die Ruhlaer Eisenbahn. Der Besucher kann hier auch Originalteile und bauliche Reste der Erbstrombrücke besichtigen.

## Bahnsteige
| Gleis | Länge in m | Höhe in cm |
| ----- | ---------- | ---------- |
| 1     | 135        | 38         |
| 2     | 147        | 38         |

## Verkehrsanbindung
| Linie | Linienverlauf                                                   | Takt (min) | EVU                            |
| ----- | --------------------------------------------------------------- | ---------- | ------------------------------ |
| RB 20 | Eisenach – Wutha – Gotha – Erfurt – Weimar – Naumburg – Leipzig | 60         | Abellio Rail Mitteldeutschland |